# Fudbalski Klub Topolski Sportski Club Bačka Topola
Il Fudbalski Klub Topolski Sportski Club Bačka Topola, meglio noto come FK TSC Bačka Topola (in serbo ФК ТСЦ Бачка Топола?), è una società calcistica serba con sede a Bačka Topola, in Vojvodina. Milita nella Superliga serba, la prima divisione del campionato serbo.
Ha esordito in massima serie nella stagione 2019-2020, dopo avere vinto il campionato di Prva Liga.

## Storia
Il TSC Backa Topola nasce nel 1913 con il nome TSC (Topolyai Sport Club). Nel corso della lunga storia, il club cambia nome diverse volte, la prima volta nel 1920 in JAK (Jugoslovenski Atletski Klub). Durante la Seconda Guerra Mondiale, il club partecipa alla Druga Liga Mađarske (la seconda lega d'Ungheria) dove, come miglior risultato, raggiunge un 2º posto. Dopo la guerra, il club cambia nuovamente nome, prima in Egység poi, nel 1951, in Topolya. Sono anni di calcio minore, fino alla fusione con il FK Panonija, avvenuta nel 1974, quando nasce il FK AIK Bačka Topola, con la scalata fino a raggiungere la Druga Savezna Liga, il secondo maggior campionato nazionale della ex Jugoslavia, dove resta per cinque stagioni non consecutive, dal 1980 al 1986, prima della definitiva retrocessione. Negli anni seguenti, il più grande successo è il raggiungimento degli ottavi di finale della Coppa nella stagione 1992/93.
Nel 2003, a causa di problemi finanziari, la prima squadra viene esclusa dai campionati, continuando solo con le squadre giovanili, per poi ripartire nel 2005, a seguito della fusione con il FK Bajsa e la nuova definizione FK Bačka Topola. Il club si iscrive in quarta serie. Il nome attuale, FK TSC, viene adottato in occasione della celebrazione del 100º anniversario del club, nel 2013. La promozione in Prva Liga avviene al termine della stagione 2016-2017, e solo per la rinuncia del FK Bratstva 1946 Prigrevica e dell’Omladinac Novi Banovci. La prima stagione si chiude con il TSC al 4º posto, miglior piazzamento nella storia del club, superato l’anno successivo, quando al termine del campionato 2018/19 conquista il primo posto e viene promosso per la prima volta in Superliga. Nella stessa stagione, il TSC raggiunge gli ottavi di finale della Coppa di Serbia dove viene eliminata dalla Stella Rossa Belgrado.

## Stadio
Il TSC giocava le proprie partite casalinghe allo Stadio municipale di Bačka Topola (Gradski Stadion), un impianto costruito negli anni '30 del secolo scorso e più volte sottoposto a lavori di ristrutturazione. Era uno stadio capace di ospitare fino a 4 000 spettatori, dotato di una tribuna centrale parzialmente coperta e con posti a sedere, come la quella opposta, mentre solo una curva offriva la possibilità di assistere in piedi alla partita. Il campo era in erba.
Nella stagione 2019-2020 il club si trasferisce al Stadio municipale di Senta, stadio da 5 000 posti, perché l'impianto cittadino viene demolito per lasciare posto ad uno nuovo, in grado di rispondere agli standard UEFA, finanziato con 9,5 milioni di euro dalla Federazione calcistica ungherese.
Il nuovo, moderno stadio, battezzato TSC Arena, viene inaugurato il 3 settembre 2021 dall'amichevole giocata contro il Ferencváros.

## Calciatori
Tra i giocatori che hanno indossato la maglia del club si ricordano
Dušan Tadić,
Nikola Žigić,
Andrija Kaluđerović e 
Nikica Klinčarski

## Palmarès

### Competizioni nazionali
- Prva Liga Srbija: 1

2018-2019

### Competizioni regionali
- Srpska liga Vojvodina: 2

1979-1980, 1984-1985

### Altri piazzamenti
- Campionato serbo:

Secondo posto: 2022-2023
Terzo posto: 2023-2024
- Coppa di Serbia:

Semifinalista: 2022-2023, 2024-2025

## Statistiche e record

### Statistiche nelle competizioni UEFA
Tabella aggiornata alla stagione 2024-2025.
| Competizione                  | Partecipazioni | G  | V | N | P | RF | RS |
| ----------------------------- | -------------- | -- | - | - | - | -- | -- |
| UEFA Champions League         | 1              | 2  | 0 | 0 | 2 | 1  | 7  |
| Coppa UEFA/UEFA Europa League | 3              | 10 | 1 | 2 | 7 | 15 | 33 |
| UEFA Conference League        | 1              | 8  | 2 | 1 | 5 | 12 | 19 |

## Organico

### Rosa 2024-2025
Rosa aggiornata al 2 luglio 2024.
| N. |                               | Ruolo | Calciatore         |
| -- | ----------------------------- | ----- | ------------------ |
| 1  | Serbia (bandiera)             | P     | Nikola Simić       |
| 2  | Serbia (bandiera)             | D     | Matija Popović     |
| 4  | Croazia (bandiera)            | D     | Josip Čalušić      |
| 6  | Serbia (bandiera)             | C     | Aleksa Pejić       |
| 7  | Serbia (bandiera)             | C     | Milan Radin        |
| 8  | Serbia (bandiera)             | A     | Saša Jovanović     |
| 9  | Serbia (bandiera)             | A     | Uroš Milovanović   |
| 10 | Macedonia del Nord (bandiera) | A     | Martin Mirchevski  |
| 11 | Serbia (bandiera)             | C     | Ivan Milosavljević |
| 12 | Serbia (bandiera)             | P     | Veljko Ilić        |
| 14 | Serbia (bandiera)             | C     | Petar Stanić       |
| 16 | Serbia (bandiera)             | C     | Aleksandar Stancic |
| 17 | Serbia (bandiera)             | D     | Goran Antonić      |
| 18 | Serbia (bandiera)             | D     | Nemanja Stojić     |
| 20 | Serbia (bandiera)             | A     | Aleksa Preradov    |
| 21 | Serbia (bandiera)             | C     | Nikola Kuveljić    |

| N. |                       | Ruolo | Calciatore          |
| -- | --------------------- | ----- | ------------------- |
| 23 | Serbia (bandiera)     | P     | Nemanja Jorgić      |
| 25 | Serbia (bandiera)     | D     | Mateja Đorđević     |
| 27 | Serbia (bandiera)     | A     | Miloš Pantović      |
| 29 | Serbia (bandiera)     | D     | Miloš Cvetković     |
| 30 | Serbia (bandiera)     | D     | Nemanja Petrović    |
| 32 | Serbia (bandiera)     | A     | Aleksandar Ćirković |
| 35 | Serbia (bandiera)     | C     | Ifet Đakovac        |
| 37 | Serbia (bandiera)     | C     | Miloš Vulić         |
| 44 | Serbia (bandiera)     | D     | Vukašin Krstić      |
| 77 | Serbia (bandiera)     | D     | Jovan Vlalukin      |
| 88 | Ungheria (bandiera)   | C     | Bence Sós           |
| 97 | Montenegro (bandiera) | A     | Marko Rakonjac      |
|    | Croazia (bandiera)    | D     | Luka Capan          |
|    | Serbia (bandiera)     | A     | Marko Lazetić       |
|    | Serbia (bandiera)     | C     | Nikola Čolić        |

### Rosa 2023-2024
Rosa aggiornata al 12 febbraio 2024.
| N. |                               | Ruolo | Calciatore         |
| -- | ----------------------------- | ----- | ------------------ |
| 1  | Serbia (bandiera)             | P     | Nikola Simić       |
| 2  | Serbia (bandiera)             | D     | Matija Popović     |
| 4  | Croazia (bandiera)            | D     | Josip Čalušić      |
| 6  | Serbia (bandiera)             | C     | Aleksa Pejić       |
| 7  | Serbia (bandiera)             | C     | Milan Radin        |
| 8  | Serbia (bandiera)             | A     | Saša Jovanović     |
| 9  | Serbia (bandiera)             | A     | Uroš Milovanović   |
| 10 | Macedonia del Nord (bandiera) | A     | Martin Mirchevski  |
| 11 | Serbia (bandiera)             | C     | Ivan Milosavljević |
| 12 | Serbia (bandiera)             | P     | Veljko Ilić        |
| 14 | Serbia (bandiera)             | C     | Petar Stanić       |
| 16 | Serbia (bandiera)             | C     | Aleksandar Stancic |
| 17 | Serbia (bandiera)             | D     | Goran Antonić      |
| 18 | Serbia (bandiera)             | D     | Nemanja Stojić     |
| 20 | Serbia (bandiera)             | A     | Aleksa Preradov    |

| N. |                       | Ruolo | Calciatore          |
| -- | --------------------- | ----- | ------------------- |
| 21 | Serbia (bandiera)     | C     | Nikola Kuveljić     |
| 23 | Serbia (bandiera)     | P     | Nemanja Jorgić      |
| 25 | Serbia (bandiera)     | D     | Mateja Đorđević     |
| 27 | Serbia (bandiera)     | A     | Miloš Pantović      |
| 29 | Serbia (bandiera)     | D     | Miloš Cvetković     |
| 30 | Serbia (bandiera)     | D     | Nemanja Petrović    |
| 32 | Serbia (bandiera)     | A     | Aleksandar Ćirković |
| 35 | Serbia (bandiera)     | C     | Ifet Đakovac        |
| 37 | Serbia (bandiera)     | C     | Miloš Vulić         |
| 44 | Serbia (bandiera)     | D     | Vukašin Krstić      |
| 77 | Serbia (bandiera)     | D     | Jovan Vlalukin      |
| 88 | Ungheria (bandiera)   | C     | Bence Sós           |
| 97 | Montenegro (bandiera) | A     | Marko Rakonjac      |
|    | Serbia (bandiera)     | C     | Nikola Čolić        |

### Rosa 2020-2021
Rosa aggiornata al 23 agosto 2020.
| N. |                                 | Ruolo | Calciatore                |
| -- | ------------------------------- | ----- | ------------------------- |
| 1  | Serbia (bandiera)               | P     | Nenad Filipović           |
| 2  | Bosnia ed Erzegovina (bandiera) | C     | Stefan Santrač            |
| 3  | Serbia (bandiera)               | D     | Boris Varga               |
| 4  | Serbia (bandiera)               | D     | Nebojša Skopljak          |
| 5  | Serbia (bandiera)               | C     | Edvin Eleven              |
| 6  | Serbia (bandiera)               | C     | Saša Tomanović (capitano) |
| 7  | Montenegro (bandiera)           | C     | Janko Tumbasević          |
| 8  | Serbia (bandiera)               | C     | Dejan Milićević           |
| 9  | Serbia (bandiera)               | A     | Vladimir Silađi           |
| 10 | Serbia (bandiera)               | C     | Đuro Zec                  |
| 11 | Serbia (bandiera)               | A     | Damjan Dostanić           |
| 12 | Canada (bandiera)               | P     | Nikola Bursać             |
| 13 | Bosnia ed Erzegovina (bandiera) | D     | Dajan Ponjević            |
| 14 | Serbia (bandiera)               | C     | Mihajlo Banjac            |
| 15 | Serbia (bandiera)               | A     | Nemanja Krsmanović        |

| N. |                       | Ruolo | Calciatore       |
| -- | --------------------- | ----- | ---------------- |
| 16 | Serbia (bandiera)     | C     | Vasilije Đurić   |
| 17 | Serbia (bandiera)     | D     | Goran Antonić    |
| 18 | Serbia (bandiera)     | D     | Filip Babić      |
| 19 | Serbia (bandiera)     | A     | Jug Stanojev     |
| 20 | Serbia (bandiera)     | A     | Borko Duronjić   |
| 21 | Serbia (bandiera)     | C     | Luka Pantović    |
| 22 | Serbia (bandiera)     | D     | Igor Kudrić      |
| 23 | Serbia (bandiera)     | P     | Nemanja Jorgić   |
| 24 | Serbia (bandiera)     | D     | Srđan Grabež     |
| 26 | Serbia (bandiera)     | D     | Bojan Balaž      |
| 27 | Serbia (bandiera)     | A     | Nenad Lukić      |
| 30 | Serbia (bandiera)     | D     | Nemanja Petrović |
| 31 | Serbia (bandiera)     | C     | Dino Dolmagić    |
|    | Slovacchia (bandiera) | C     | Nikolas Špalek   |